# Rasmus Lund-Nielsen
Rasmus Lund-Nielsen, né le 21 octobre 1988 à Copenhague (Danemark), est un homme politique danois, membre des Modérés.

## Biographie
Rasmus Lund-Nielsen étudie la psychologie à l'université de Copenhague, dont il est diplômé en 2015. Après ses études, il travaille comme psychologue du travail et contrirbue à une revue de psychologie. Il est également chargé de cours à l'université de Copenhague et à l'école de commerce de Copenhague.
Il s'engage en 2022 au sein des Modérés, le nouveau parti centriste fondé par l'ancien Premier ministre Lars Løkke Rasmussen, et est élu député au Folketing sous les couleurs du mouvement lors des élections législatives du 1er novembre. Après le scrutin, il devient le porte-parole de son groupe parlementaire pour l'enfance, l'éducation et la psychiatrie. Il devient également président de la commission parlementaire sur la santé.
Après que la députée Karin Liltorp ait quitté le parti en mars 2025, il récupère son rôle de porte-parole du groupe pour l'enseignement supérieur et la recherche, en parallèle de ses autres responsabilités.